# Bruno Caleari
Bruno Caleari (Sussak, 1º giugno 1908 – Mar Mediterraneo, 9 luglio 1940) è stato un militare italiano, decorato di Medaglia d'oro al valor militare alla memoria nel corso della seconda guerra mondiale.

## Biografia
Nacque a Sussak il 1º giugno 1908. Nel 1926 conseguì il diploma di capitano marittimo presso l'Istituto nautico di Fiume,  lavorando per due anni a bordo delle navi del Lloyd Adriatico e della Società Adria. Il 10 dicembre 1928 fu ammesso a frequentare il corso per ufficiali di complemento alla Regia Accademia Navale di Livorno, da cui uscì come aspirante guardiamarina il 1º gennaio 1929. Il suo primo incarico fu sul sommergibile Des Geneys, passando poi sull'esploratore Ugolino Vivaldi, dove conseguì la nomina a guardiamarina il 10 ottobre 1929. Posto in congedo il 27 agosto dell'anno successivo, riprese servizio presso la Società Adria. Nel luglio 1935, in previsione dello scoppio della guerra d'Etiopia, fu richiamato in servizio attivo e, imbarcatosi sul Vivaldi, prese parte alle operazioni belliche venendo promosso sottotenente di vascello il 21 agosto 1936. Ottenuto il passaggio nel ruolo speciale, tra il settembre dello stesso anno e l'aprile del 1937 seguì il corso di osservatore aereo presso la Scuola di Taranto. Trasferito in forza alla 182ª Squadriglia idrovolanti di Nisida, passò in successione alla 184ª Squadriglia idrovolanti di Augusta, e il 24 gennaio 1940 alla 148ª Squadriglia idrovolanti di Vigna di Valle. Dopo l'entrata in guerra del Regno d'Italia, avvenuta il 10 giugno dello stesso anno, fu trasferito a Elmas, in Sardegna, in forza alla 287ª Squadriglia idrovolanti, 94º Gruppo, 31º Stormo Bombardamento Marittimo.
Fu subito in azione eseguendo missioni di ricognizione strategica nel Mediterraneo occidentale, dove trovò la morte il 9 luglio 1940, quando l'aereo su cui si trovava, un Cant Z.506B Airone, fu attaccato da tre caccia nemici decollati dalla portaerei Ark Royal che lo danneggiarono e lo costrinsero ad ammarare. Decorato inizialmente con la Medaglia d'argento al valor militare alla memoria, questa fu successivamente trasformata in Medaglia d'oro.

### Fonti
1. ↑  Ufficio Storico Stato Maggiore dell'Aeronautica 1969, p. 142.
2. 1 2 3 4 5 6 7  Combattenti Liberazione.
3. 1 2 3 4 5 6  Ferrante 2010, p. 97.
4. ↑  Brotzu, Caso, Cosolo 1973, p. 9.
5. ↑  Brotzu, Caso, Cosolo 1973, p. 10.
6. ↑  Quirinale - scheda - visto 4 maggio 2018
7. ↑  Bollettino ufficiale supplemento 9 pagina 2 e dispensa 44 pagina 1583.
8. ↑  Bollettino ufficiale 1940 dispensa 31 pagina 1018.

### Periodici
- Ovidio Ferrante, Guerra aeronavale nel Mediterraneo 1940, in Rivista Aeronautica, n. 4, Roma, Stato Maggiore dell’Aeronautica Militare, 2010,  pp. 92-99.